# Imola, Madžarska
Imola je vas na Madžarskem, ki upravno spada pod okrožje Putnok županije Borsod-Abaúj-Zemplén.